# Anton Kress
Anton Kress (8 giugno 1899 – 3 gennaio 1957) è stato un calciatore tedesco, di ruolo attaccante.